# Cromizzazione
La cromizzazione è un processo termochimico mediante il quale si effettua una diffusione gassosa del cromo su superfici di manufatti ferrosi.
Con questo trattamento un acciaio ordinario assume caratteristiche superficiali o meccaniche similari all'acciaio inossidabile; può essere impiegata anche sulla ghisa. In particolare, aumenta la resistenza agli ambienti fortemente acidi.
Vi sono diverse tecniche di cromizzazione ma quella più diffusa, a livello industriale, prevede che il manufatto sia messo a contatto con il gas cromizzante in un forno specifico.